# Comuna de Medyka
Medyka (polaco: Gmina Medyka) é uma gminy (comuna) na Polónia, na voivodia de Subcarpácia e no condado de Przemyski. A sede do condado é a cidade de Medyka.
De acordo com os censos de 2004, a comuna tem 6060 habitantes, com uma densidade 99,9 hab/km².

## Área
Estende-se por uma área de 60,67 km², incluindo:
- área agricola: 82%
- área florestal: 1%

## Demografia
Dados de 30 de Junho 2004:
|                      | Total   | Total | Mulheres | Mulheres | Homens  | Homens |
| -------------------- | ------- | ----- | -------- | -------- | ------- | ------ |
|                      | pessoas | %     | pessoas  | %        | pessoas | %      |
| População            | 6060    | 100   | 3062     | 50,5     | 2998    | 49,5   |
| Densidade (pop./km²) | 99,9    | 100   | 50,5     | 50,5     | 49,4    | 49,4   |

De acordo com dados de 2002, o rendimento médio per capita ascendia a 1436,56 zł.

## Subdivisões
- Hureczko, Hurko, Jaksmanice, Leszno, Medyka, Siedliska, Torki.

## Comunas vizinhas
- Przemyśl, Przemyśl, Stubno, Comuna de Żurawica.